# Fußball-Bundesliga 2024/2025
Fußball-Bundesliga 2024/2025 var den 62:e säsongen av Bundesliga, Tysklands högsta division i fotboll. Säsongen inleddes den 23 augusti 2024 och avslutades den 17 maj 2025. Bayer Leverkusen var regerande mästare.
Den 4 maj 2025 blev Bayern München mästare och tog sin 33:e Bundesliga-titel.

## Lag och arenor
| Lag                      | Förbundsland        | Ort                  | Arena                          | Kapacitet | Placering 2023/24 |
| ------------------------ | ------------------- | -------------------- | ------------------------------ | --------- | ----------------- |
| 1899 Hoffenheim          | Baden-Württemberg   | Sinsheim             | Rhein-Neckar-Arena             | 30 150    | 7                 |
| Augsburg                 | Bayern              | Augsburg             | WWK Arena                      | 30 660    | 11                |
| Bayer Leverkusen         | Nordrhein-Westfalen | Leverkusen           | Bayarena                       | 30 210    | 1                 |
| Bayern München           | Bayern              | München              | Allianz Arena                  | 75 000    | 3                 |
| Bochum                   | Nordrhein-Westfalen | Bochum               | Ruhrstadion                    | 27 599    | 16                |
| Borussia Dortmund        | Nordrhein-Westfalen | Dortmund             | Signal Iduna Park              | 81 365    | 5                 |
| Borussia Mönchengladbach | Nordrhein-Westfalen | Mönchengladbach      | Borussia-Park                  | 54 057    | 14                |
| Eintracht Frankfurt      | Hessen              | Frankfurt            | Commerzbank-Arena              | 51 500    | 6                 |
| Freiburg                 | Baden-Württemberg   | Freiburg im Breisgau | Europa-Park Stadion            | 34 700    | 10                |
| Holstein Kiel            | Schleswig-Holstein  | Kiel                 | Holstein-Stadion               | 15 034    | 2 (2B)            |
| Heidenheim               | Baden-Württemberg   | Heidenheim           | Voith-Arena                    | 15 000    | 8                 |
| Mainz 05                 | Rheinland-Pfalz     | Mainz                | Opel Arena                     | 34 000    | 13                |
| RB Leipzig               | Sachsen             | Leipzig              | Red Bull Arena                 | 47 069    | 4                 |
| St. Pauli                | Hamburg             | Hamburg              | Millerntor-Stadion             | 29 546    | 1 (2B)            |
| Stuttgart                | Baden-Württemberg   | Stuttgart            | MHPArena                       | 60 449    | 2                 |
| Union Berlin             | Berlin              | Berlin               | Stadion An der Alten Försterei | 22 012    | 15                |
| Werder Bremen            | Bremen              | Bremen               | Weserstadion                   | 42 100    | 9                 |
| Wolfsburg                | Niedersachsen       | Wolfsburg            | Volkswagen Arena               | 30 000    | 12                |

## Tabeller

### Poängtabell
| Nr | Lag                      | S  | V  | O  | F  | GM | IM | MS  | P  |
| -- | ------------------------ | -- | -- | -- | -- | -- | -- | --- | -- |
| 1  | Bayern München           | 34 | 25 | 7  | 2  | 99 | 32 | +67 | 82 |
| 2  | Bayer Leverkusen (RM)    | 34 | 19 | 12 | 3  | 72 | 43 | +29 | 69 |
| 3  | Eintracht Frankfurt      | 34 | 17 | 9  | 8  | 68 | 46 | +22 | 60 |
| 4  | Borussia Dortmund        | 34 | 17 | 6  | 11 | 71 | 51 | +20 | 57 |
| 5  | Freiburg                 | 34 | 16 | 7  | 11 | 49 | 53 | −4  | 55 |
| 6  | Mainz 05                 | 34 | 14 | 10 | 10 | 55 | 43 | +12 | 52 |
| 7  | RB Leipzig               | 34 | 13 | 12 | 9  | 53 | 48 | +5  | 51 |
| 8  | Werder Bremen            | 34 | 14 | 9  | 11 | 54 | 57 | −3  | 51 |
| 9  | Stuttgart                | 34 | 14 | 8  | 12 | 64 | 53 | +11 | 50 |
| 10 | Borussia Mönchengladbach | 34 | 13 | 6  | 15 | 55 | 57 | −2  | 45 |
| 11 | Wolfsburg                | 34 | 11 | 10 | 13 | 56 | 54 | +2  | 43 |
| 12 | Augsburg                 | 34 | 11 | 10 | 13 | 35 | 51 | −16 | 43 |
| 13 | Union Berlin             | 34 | 10 | 10 | 14 | 35 | 51 | −16 | 40 |
| 14 | St. Pauli (U)            | 34 | 8  | 8  | 18 | 28 | 41 | −13 | 32 |
| 15 | 1899 Hoffenheim          | 34 | 7  | 11 | 16 | 46 | 68 | −22 | 32 |
| 16 | Heidenheim               | 34 | 8  | 5  | 21 | 37 | 64 | −27 | 29 |
| 17 | Holstein Kiel (U)        | 34 | 6  | 7  | 21 | 49 | 80 | −31 | 25 |
| 18 | Bochum                   | 34 | 6  | 7  | 21 | 33 | 67 | −34 | 25 |

### Resultattabell
| Hemma \ Borta            | HOF | AUG | LEV | BMÜ | BOC | DOR | MÖN | FRA | FRE | HEI | KIE | MAI | RBL | STP | STU | UNB | BRE | WOL |
| 1899 Hoffenheim          | —   | –   | –   | –   | –   | –   | –   | –   | –   | –   | –   | –   | –   | –   | –   | –   | –   | –   |
| Augsburg                 | –   | —   | –   | –   | –   | –   | –   | –   | –   | –   | –   | –   | –   | –   | –   | –   | –   | –   |
| Bayer Leverkusen         | –   | –   | —   | –   | –   | –   | –   | –   | –   | –   | –   | –   | –   | –   | –   | –   | –   | –   |
| Bayern München           | –   | –   | –   | —   | –   | –   | –   | –   | –   | –   | –   | –   | –   | –   | –   | –   | –   | –   |
| Bochum                   | –   | –   | –   | –   | —   | –   | –   | –   | –   | –   | –   | –   | –   | –   | –   | –   | –   | –   |
| Borussia Dortmund        | –   | –   | –   | –   | –   | —   | –   | –   | –   | –   | –   | –   | –   | –   | –   | –   | –   | –   |
| Borussia Mönchengladbach | –   | –   | –   | –   | –   | –   | —   | –   | –   | –   | –   | –   | –   | –   | –   | –   | –   | –   |
| Eintracht Frankfurt      | –   | –   | –   | –   | –   | –   | –   | —   | –   | –   | –   | –   | –   | –   | –   | –   | –   | –   |
| Freiburg                 | –   | –   | –   | –   | –   | –   | –   | –   | —   | –   | –   | –   | –   | –   | –   | –   | –   | –   |
| Heidenheim               | –   | –   | –   | –   | –   | –   | –   | –   | –   | —   | –   | –   | –   | –   | –   | –   | –   | –   |
| Holstein Kiel            | –   | –   | –   | –   | –   | –   | –   | –   | –   | –   | —   | –   | –   | –   | –   | –   | –   | –   |
| Mainz 05                 | –   | –   | –   | –   | –   | –   | –   | –   | –   | –   | –   | —   | –   | –   | –   | –   | –   | –   |
| RB Leipzig               | –   | –   | –   | –   | –   | –   | –   | –   | –   | –   | –   | –   | —   | –   | –   | –   | –   | –   |
| St. Pauli                | –   | –   | –   | –   | –   | –   | –   | –   | –   | –   | –   | –   | –   | —   | –   | –   | –   | –   |
| Stuttgart                | –   | –   | –   | –   | –   | –   | –   | –   | –   | –   | –   | –   | –   | –   | —   | –   | –   | –   |
| Union Berlin             | –   | –   | –   | –   | –   | –   | –   | –   | –   | –   | –   | –   | –   | –   | –   | —   | –   | –   |
| Werder Bremen            | –   | –   | –   | –   | –   | –   | –   | –   | –   | –   | –   | –   | –   | –   | –   | –   | —   | –   |
| Wolfsburg                | –   | –   | –   | –   | –   | –   | –   | –   | –   | –   | –   | –   | –   | –   | –   | –   | –   | —   |